# قنات نج
قنات نج مربوط به دوره قاجار است و در شهرستان نور، بخش بلده، دهستان شیخ فضل‌الله نوری، روستای نج واقع شده و این اثر در تاریخ ۹ بهمن ۱۳۸۶ با شمارهٔ ثبت ۲۰۶۷۸ به‌عنوان یکی از آثار ملی ایران به ثبت رسیده است.